# Polygonia extensa
Polygonia extensa är en fjärilsart som beskrevs av John Henry Leech 1896. Polygonia extensa ingår i släktet Polygonia och familjen praktfjärilar. Inga underarter finns listade i Catalogue of Life.